# Holoturina
A holoturina é uma substância química (toxina) extraída do pepino do mar (Parastichopus parvimensis), na qual utiliza-se na medicina contra a dor e males musculares, estomacais e respiratórios.
Se for comprovado cientificamente que as holoturinas são as responsáveis destas propriedades benéficas; estas substâncias eliminam bactérias, fungos, incluindo tumores cancerígenos. Seu poder de eliminar a dor supera a da morfina.
Os chineses foram os primeiros em aproveitar este recurso e o fazem a milhares de anos; no entanto, o costume foi expandindo-se a muitos países.